# Gosick
Gosick (яп. GOSICK -ゴシック- Госикку) — серия лайт-новел Кадзуки Сакурабы с иллюстрациями Хинаты Такэды, выпускавшаяся издательством Fujimi Shobo в 2003—2007 годах. В журнале Monthly Dragon Age той же компании начиная с 2008 года по сюжету произведения выходит манга, где иллюстратором выступила уже Сакуя Амано. В январе-июне 2011 года проходила трансляция аниме-сериала, создателем которого выступила студия Bones.

## Сюжет
Действие сюжета разворачивается в 1924 году в вымышленной европейской стране Совиль. Главным действующим лицом является Кадзуя Кудзё, студент по обмену Академии Святой Маргариты. Там он встречает симпатичную и странноватую девушку Викторику, практически не посещающую занятия и проводящую всё свободное время в библиотеке с целью разгадать тайны, которые оказались не по зубам маститым детективам. Познакомившись с ней поближе, юноша сам оказывается вовлечён в опасные приключения.

## Персонажи
Кадзуя Кудзё (яп. 久城 一弥 Кудзё: Кадзуя) — Главный персонаж сюжета. Будучи младшим сыном в семье военного, большую часть своего детства он провёл в тени своих братьев и сестёр. Он упорно трудился, однако его начинания не были оценены по достоинству, и юноше дали понять, что как самого младшего его считают наименее полезным. Со шрамом на душе он оставил военную академию, в которой обучался, прежде чем кто-либо смог его остановить, и отправился в Академию Святой Маргариты, однако и там заработал не лучшую репутацию. О Кудзё в Академии пошёл слух, будто он герой одной из школьных легенд, Чёрный Жнец, приходящий весной. Это также повлияло на его отношения с учащимися. Волей судьбы он стал спутником эксцентричной студентки Викторики, которую сначала из-за её высокомерного поведения недолюбливал, но впоследствии понял, что влюблён в неё. Слегка вспыльчив, но отходчив. Часто попадает в неприятности, из которых выпутывается с помощью Викторики.
После событий основной серии, в 1930 году Кадзуя вместе с Викторикой эмигрирует в Нью-Йорк, где устраивается на работу репортёром в газету «Дилли Роуд». 
Сэйю: Мию Ирино (Drama CD), Такуя Эгути (аниме)
Викторика де Блуа (яп. ヴィクトリカ・ド・ブロワ Викуторика до Бурова) — Миниатюрная девушка с длинными золотыми волосами и изумрудными глазами, чей голос, однако, больше похож на старушечий. Поразительно похожа на свою мать, Корделию. Другой важной чертой Викторики является трубка, которую она берёт каждый раз, когда думает о чём-то. Вместе с острым языком, оскорбительной прямотой и эксцентрическим отношением она сочетает в себе потрясающие навыки детективной логики и необъятные знания, которые использует при расследовании различных дел. Своим поведением она «обязана» детству, проведённому в особняке семьи Блуа вдали от сверстников, будучи заточённой в башне. В Академию же она была отправлена со строгим приказом не покидать кампус. Так как её мать была «серой волчицей», изгнанной из королевства, там её не приняли. Привязывается, а затем и влюбляется в Кудзё, который в академии всегда был рядом с ней. Во время войны с помощью «источника мудрости» нашла его дом, где и поселилась. Обожает сладкое. В конце аниме-адаптации седеет.
Вместе с Кудзё переезжает в Нью-Йорк, где основывает собственное детективное агентство и устраивает у себя дома в Бруклине домашнюю библиотеку, схожую с той, в которой она была заперта. 
Сэйю: Тива Сайто (Drama CD), Аой Юки (аниме)
Гревиль де Блуа (яп. グレヴィール・ド・ブロワ Гурэви:ру до Бурова) — Аристократ, влившийся в ряды местной полиции, так как сам был увлечён расследованием преступлений. Является сводным братом Викторики, с которой у него натянутые отношения. Ходит с причёской, похожей на рожок мороженого, чему обязан сестре, как плата за помощь в деле Жаклин. Самой девушкой он описывается как «подлец и плейбой в одном лице». Во всем следует за отцом, но в конце помогает Викторике сбежать. С юношества любит Жаклин.
Сэйю: Такэхито Коясу (Drama CD), Хидэнобу Киути (аниме)
Аврил Бредли (яп. アブリル・ブラッドリー Абуриру Бураддори:) — Студентка из Великобритании. Прозвана Викторикой «надоедливым тритоном». Поскольку она и Кадзуя приехали из-за рубежа, они быстро нашли общий язык. Красивая девушка с короткими светлыми волосами и голубыми глазами. Тайно влюблена в Кудзё, из-за чего имеет взаимную неприязнь с Викторикой. Любит страшилки. Очень впечатлительная и наивная. Верит в потусторонних существ.
Сэйю: Томоко Каваками (Drama CD), Норико Ситая (аниме)
Сесиль Лафитт (яп. セシル・ラフィット Сэсиру Рафитто) — Преподавательница в Академии Святой Маргариты. Миниатюрная женщина с детским лицом, каштановыми волосами и большими круглыми очками. Когда началась война, академию закрыли, а учителей уволили. Сесиль поклялась открыть её после окончания войны, что и сделала в последней серии аниме.
Сэйю: Юи Хориэ (Drama CD), Юи Кано (аниме)

### Персонажи сиквелов
Николас Сакко/Ник (яп. ニコラス・サッコ（ニコ） Никорасу Сакко/Нико) — итальянец, коллега Кадзуи, расследующий серию убийств в Маленькой Италии, фотограф на стажировке.

## Медиа-издания

### Лайт-новел
Вышло 9 томов лайт-новел под названием 'Gosick' и 4 сборника коротких историй под названием 'GosickS', с большой буквой 'S' в конце названия. Автор серии Кадзуки Сакураба, иллюстратор Хината Такэда. Первый том был издан в японии 10 декабря в 2003 году, а последний 23 июля в 2011 году.
- Gosick (яп. GOSICK -ゴシック- GOSICK -Goshikku-) ISBN 4-8291-6229-5
- Gosick II: The Crime That Has No Name (яп. GOSICK II -ゴシック・その罪は名もなき- GOSICK II -Goshikku - Sono Tsumi wa Na mo Naki-) ISBN 4-8291-6254-6
- Gosick III: Beneath the Blue Rose (яп. GOSICK III -ゴシック・青い薔薇の下で- GOSICK III -Goshikku - Aoi Bara no Shita de-) ISBN 4-8291-6273-2
- Gosick IV: A Fool Represents the Case (яп. GOSICK IV -ゴシック・愚者を代弁せよ- GOSICK IV -Goshikku - Gusha wo Daiben seyo-) ISBN 4-8291-6288-0
- Gosick V: Beelzebub's Skull (яп. GOSICK V -ゴシック・ベルゼブブの頭蓋- GOSICK V -Goshikku - Beruzebubu no Zugai-) ISBN 4-8291-6328-3
- Gosick VI: Night of the Masquerade (яп. GOSICK VI -ゴシック・仮面舞踏会の夜- GOSICK VI -Goshikku - Kamen-Butōkai no Yoru-) ISBN 4-8291-6375-5
- Gosick VII: The Rose-coloured Life (яп. GOSICK VII ―ゴシック・薔薇色の人生― GOSICK VII -Goshikku - Barairo no Jinsei-) ISBN 4-04-428115-7
- Gosick VIII (1): Twilight of the Gods (яп. GOSICK VIII 上 ―ゴシック・神々の黄昏― GOSICK VIII Jou -Goshikku - Kamigami no Tasogare-) ISBN 4-04-428121-1
- Gosick VIII (2): Twilight of the Gods (яп. GOSICK VIII 下 ―ゴシック・神々の黄昏― GOSICK VIII Ge -Goshikku - Kamigami no Tasogare) ISBN 4-04-428124-6

Истории GosickS начинаются до истории Gosick, GosickS II между Gosick IV и Gosick V. GosickS III начинается после Gosick VI.
- GosickS: The Reaper Comes in the Spring (яп. GOSICKS -ゴシックエス・春来たる死神- GOSICKS -Goshikku Esu - Haru Kitaru Shinigami-) ISBN 4-8291-6310-0
- GosickS II: Summer from the Disappearing Train (яп. GOSICKS II -ゴシックエス・夏から遠ざかる列車- GOSICKS II -Goshikku Esu - Natsu kara Tōzakaru Ressha-) ISBN 4-8291-6352-6
- GosickS III: Memories of an Autumn Flower (яп. GOSICKS III - ゴシックエス・秋の花の思い出- GOSICKS III -Goshikku Esu - Aki no Hana no Omoide-) ISBN 978-4-8291-6387-0
- GosickS IV: Winter of Sacrifices (яп. GOSICKS IV - ゴシックエス・冬のサクリファイス- GOSICKS IV -Goshikku Esu - Fuyu no sakurifaisu-) ISBN 978-4-04-428119-9

### Манга
Манга Кадзуки Сакурабы с иллюстрациями Сакуи Амано выходила в сёнэн-журнале Monthly Dragon Age с 2008 года. В формате танкобонов по состоянию на июнь 2012 года выпущено 8 томов. Серия охватывает события с первого по четвёртый том оригинальной истории.
| № | Дата публикации      | ISBN                   |
| - | -------------------- | ---------------------- |
| 1 | 9 июля 2008 года     | ISBN 978-4-04-712558-2 |
| 2 | 10 ноября 2008 года  | ISBN 978-4-04-712577-3 |
| 3 | 9 июля 2009 года     | ISBN 978-4-04-712615-2 |
| 4 | 9 января 2010 года   | ISBN 978-4-04-712644-2 |
| 5 | 9 ноября 2010 года   | ISBN 978-4-04-712693-0 |
| 6 | 9 февраля 2011 года  | ISBN 978-4-04-712710-4 |
| 7 | 8 сентября 2011 года | ISBN 978-4-04-712745-6 |
| 8 | 9 июня 2012 года     | ISBN 978-4-04-712794-4 |

### Аниме-сериал
- Открывающая композиция:

«Destin Histoire» исполнила Риса Ёсики
- Закрывающие композиции:

«Resuscitated Hope» исполнила Лиса Коминэ
«Unity» исполнила Лиса Коминэ
| 1 | Чёрный жнец находит Золотую фею «Курой Синигами ва Киниро но Ё:сэй о Мицукэру» (黒い死神は金色の妖精を見つける)                                                                                                 | 7 января 2011 года   |
| В учебном заведении вымышленной европейской страны Совилль знакомятся два ученика: Кадзуя Кудзё и Викторика де Блуа. На глазах Кадзуи Викторика рассказывает сыщику по имени Гревил (как выясняется в 3 серии её брату) о том, кто в очередном деле совершил убийство, лишь узнав разрозненные материалы дела. Служанка Роксана застрелила свою госпожу-гадалку, однако мотив преступления остаётся неясным. Викторика и Кадзуя находят письмо, адресованное служанке, и обнаруживают в нём приглашение на праздничный вечер на корабле и отправляются туда. | |                      |
| 2 | Мертвецы поднимают затонувшее судно «Сися но Тамасий га Нампасэн о Осиагэру» (死者の魂が難破船をおしあげる) | 14 января 2011 года  |
| В еду на корабле подмешивают снотворное, и бывшие за обедом люди, заснув, просыпаются в другой комнате. Викторика сразу подмечает, что за обедом присутствовало 11 человек, а в комнате — 12. Открывший одну из дверей комнаты умирает от попавшей в голову стрелы. Решив, что ловушка больше не сработает, другие люди в панике бегут, намереваясь покинуть корабль на спасательной лодке. Несколько человек пытаются уплыть на лодке, но из-за шторма тонут. Оставшиеся 5 человек возвращаются в комнату, но определив по шуму воды, что корабль тонет, пытаются найти путь к радиорубке, чтобы вызвать помощь. | |                      |
| 3 | В лучах рассвета зайцы нарушили обещание «Но:саги-тати ва Асахи но Сита дэ Якусоку о Кавасу» (野兎(のうさぎ)達は朝陽の下で約束をかわす)                                                                         | 21 января 2011 года  |
| Обезумевший от ужаса дворецкий пытается убить других выживших, но его убивают самого. Вскоре подобное пытается совершить и другой пассажир, но его также убивают. Оставшимся троим: Кадзуи, Викторике и ещё одной пассажирке удаётся вызвать помощь и спастись с тонущего корабля. Всеми убитыми в этом деле оказались те, кто так или иначе был причастен к событиям 10-летней давности. Выясняется, что третья пассажирка и была организатором кошмара: вместе с Роксаной 10 годами ранее она стала жертвой жестокого эксперимента, в котором несколько детей убили друг друга, а по национальности выживших гадалка сделала предсказание о том, какие страны победят в Первой мировой войне. Предсказание сбылось на 100 %.                                                                    | |                      |
| 4 | Золотая нить рассекает мгновение «Кондзики но Ито ва Цука но Ма о Кирисаку» (金色(こんじき)の糸はつかのまを切り裂く)                                                                                            | 28 января 2011 года  |
| Кудзё становится свидетелем того, как у мотоциклиста во время движения голова летит с плеч, и его обвиняют в убийстве. Однако Викторике удаётся установить, что преступление совершила светловолосая девушка, намотавшая проволоку вокруг деревьев, что и отрезало голову мчавшемуся мотоциклисту. Девушку арестовывают, но в то же время в школу переводится новая ученица — Аврил Бредли, которую Кудзё начинает подозревать. Однажды на территории школы открывают давно закрытый склеп и обнаруживают там труп. Викторике удаётся установить личность умершего. | |                      |
| 5 | Таинственное привидение в заброшенном складе «Хайсо:ко ни ва Надзо но Ю:рэй га Иру» (廃倉庫には謎の幽霊がいる)                                                                                                  | 4 февраля 2011 года  |
| По-прежнему обеспокоенный подозрениями в адрес Аврил, Кудзё просит Викторику помочь ему с поисками книги, которую видел у той в руках. Викторике удаётся вычислить, что девушка, называющая себя Аврил, самозванка. Настоящую Аврил находят, а самозванку схватывают: ей оказывается разыскиваемая воровка. | |                      |
| 6 | Серые волки призывают наследницу «Хайиро но О:ками ва До:хо: о Ёби Ёсэру» (灰色の狼(おおかみ)は同胞を呼びよせる)                                                                                                | 11 февраля 2011 года |
| Викторика раскрывает похищение драгоценной тарелки — это сделала переодевшаяся в монахиню девушка. После прочтения странного объявления «для потомков серых волков» в газете, Викторика отправляется в город Горовиц вместе с Кудзё. Там она объясняет ему, что приехала, чтобы доказать невиновность своей матери Корделии Галло, 10 годами ранее обвинённую в убийстве. Вместе с ними туда приезжает ещё несколько человек. | |                      |
| 7 | Божественные откровения на торжестве летнего солнцестояния «Гэси-сай ни Синтаку ва Кудасарэру» (夏至祭に神託はくだされる)                                                                                       | 18 февраля 2011 года |
| Викторика и Кудзё изучают Горовиц в поисках доказательств невиновности. При странных обстоятельствах погибают двое туристов, приехавших в Горовиц вместе с ними. | |                      |
| 8 | Вопль скорби из царства прошлого «Како но О:коку ни То:боэ га Годама Суру» (過去の王国に遠吠(ぼ)えがこだまする)                                                                                                 | 25 февраля 2011 года |
| Викторике удаётся установить, что к смерти двух туристов причастен третий, их друг. Кроме того она разоблачает служанку, совершившую убийство, которое приписали её матери Корделии. | |                      |
| 9 | Сапфирная роза в магазине людоедов «Хито-куй Дэпа:то ни Ао Бара ва Саку» (人食いデパートに青薔薇(ばら)は咲く)                                                                                                   | 4 марта 2011 года    |
| Викторика сильно заболевает. Кудзё отправляется за покупками в город Собрим, где в крупном магазине становится свидетелем непонятного случая: зайдя в подвальное помещение он находит там до смерти напуганную девушку, которая вскоре пропадает из виду. Однако полиция, в том числе оказавшийся в городе Гревил, ничего подозрительного не находит. Тогда Кудзё решает позвонить Викторике и узнать её мнение. | |                      |
| 10 | Простуженная девочка мечтает об упрямом друге «Кадзэ Хики ва Ганкона Ю:дзин но Юмэ о Миру» (風邪(かぜ)ひきは頑固な友人の夢をみる)                                                                               | 11 марта 2011 года   |
| Викторика высказывает идею, которая оказывается верной: в магазине торговали различными ворованными ценностями и даже людьми. Злоумышленников схватили, девушку и других детей нашли и начали поиски их родственников. | |                      |
| Спец. выпуск | Спецвыпуск Госик с приходом весны - Прекрасное чудовище смотрит в хаос прошлого «Хару Китару ГОСИК Супэсяру - Уцукусики Кайбуцу ва Контон но Саки о Миру» (春来たるGOSICKスペシャル-美しき怪物は混沌の先を視る) | 25 марта 2011 года   |
| 11 | Вавилонская башня красноречиво повествует о любви «Соно Дориру ва Ю:бэн ни Ай о Катару» (そのドリルは雄弁に愛を語る)                                                                                            | 1 апреля 2011 года   |
| Жаклин, давняя подруга Гревила, в которую тот тайно влюблён, приезжает в Совилль, чтобы передать в дар библиотеке несколько книг. Викторика вспоминает, как помогла оправдать Жаклин, обвинявшуюся в убийстве. | |                      |
| 12 | Стрекот цикад раздаётся в летний день «Нацу но Гого ни Сэми но Коэ о Кику» (夏の午後に蝉(せみ)の声を聞く) | 8 апреля 2011 года   |
| Начинаются летние каникулы. Кудзё отказывается поехать вместе с Аврил по её приглашению, и остаётся на это время в Академии, где проводит время с Викторикой. | |                      |
| 13 | Кто сам себе адвокат, у того клиент дурак «Гуся ва Онорэ но Дайбэн-ся о Симэй Суру» (愚者は己の代弁者を指名する)                                                                                                | 15 апреля 2011 года  |
| Кудзё и Аврил посещают одну из башен академии и вспоминают о легенде про алхимика Левиафана, якобы жившего там, умевшего создавать золото и выжившего даже после того как его изрешетили стрелами. Вскоре в этой башне умирает неизвестный приезжий, и начинают ходить слухи, что его убил алхимик. В то же время Викторика находит книгу, написанную Левиафаном, где в скрытом виде зашифрована правда о нём и его жизни. | |                      |
| 14 | Как Рюшечная ведьма поссорилась с Ящерицей-вонючкой «Идзивару Фуриру ва Хэкокиймори о Кюдан Суру» (意地悪フリルは屁こきいもりを糾弾する)                                                                        | 22 апреля 2011 года  |
| Викторика, решившая расследовать дело, выходит из своей башни, и увидевшая её учительница впервые отводит её в класс, где та знакомится со своими одноклассниками. Кудзё и Аврил посещают город с целью выяснить информацию о других людях, умерших в башне Левиафана. | |                      |
| 15 | Два чудовища лицом к лицу «Нихики но Кайбуцу ва Кокоро о Каёвасэру» (二匹の怪物は心をかよわせる) | 29 апреля 2011 года  |
| Начало серии показывает Викторику в воспоминаниях Левиафана. Рассматривая картины как посторонний наблюдатель, девушка понимает и разгадывает его тайну: Левиафан — чернокожий выходец из ранее порабощённой Совиллем африканской страны, решивший помочь своей родине и завладевший золотом, добытым ранее погибшими африканцами; умершие в башни оказались искателями тайн алхимии, прикоснувшимся к ядовитой ловушке, оставленной Левиафаном. Кудзё встречается с Брайаном Роско, который рассказывает ему тайну рождения Викторики, а также её предназначение. | |                      |
| 16 | Карающая Мария с головой мухи «Ракка Сасэру Мариа ва Хаэ но Атама о Моцу» (落下させるマリアは蠅の頭をもつ) | 6 мая 2011 года      |
| Отец Викторики насильно увозит её в монастырь, получивший прозвище «Череп Вельзевула». Кудзё узнаёт о местонахождении подруги и отправляется за ней. Приехав, он там встречает Брайана Роско и Корделию, мать Викторики. Кудзё находит Викторику. | |                      |
| 17 | Шкатулка в спиральном лабиринте «Расэн но Мэйкю: ни Соно Хако ва Нэмуру» (螺旋の迷宮にその箱はねむる) | 13 мая 2011 года     |
| Викторика рассказывает Кудзё, что её отец привёз её туда как раз чтобы выманить Брайана и Корделию. Устроенная Альбертом, отцом Викторики, ловушка срабатывает: открываются шлюзы, окружающие монастырь, и людям с трудом удаётся спастись на поезде. | |                      |
| 18 | Обманщики в чёрном поезде «Сиккоку но Рэсся ва Икуцу Ка но Усо о Хакобу» (漆黒の列車はいくつかの嘘を運ぶ) | 20 мая 2011 года     |
| На обратном пути пассажиры поезда оказываются вовлечёнными в кровавые разборки двух организаций: Академии и Министерства науки. Кудзё и Викторике удаётся обезвредить взрывное устройство, готовое взорваться на мосту, по которому шёл поезд. | |                      |
| 19 | Жизнь в розовом цвете погребена под снегом «Бараиро но Дзинсэй ва Синсэцу ни Удзуморэру» (薔薇色の人生は新雪に埋もれる)                                                                                         | 27 мая 2011 года     |
| Повествование идёт от лица Корделии Галло: о том, как она была похищена и о рождении Викторики. Маркиз Де Блуа решает устроить бал, именуемый Голубой Розой, для того, что бы выманить её и Викторику. Становится так же известен день рождения Викторики. Корделия и Брайан беседуют на дереве, вокруг Башни, откуда и отправляют записку. Прочитав её, Де Блуа бросается искать Кудзё, но когда её попытки оказываются тщетными, она уезжает с Греллем. Кудзе покупает медальон, такой, какой носила Викторика. | |                      |
| 20 | Фантом-проводник из "Фантома" «Фантому но Ю:рэй ни Митибика Рэру» (ファントムの幽霊に導かれる) | 3 июня 2011 года     |
| 21 | Рождественские колокола отсчитывают время «Сэйя но Канэ ва Коку о Оитатэру» (聖夜の鐘は刻を追いたてる) | 11 июня 2011 года    |
| 22 | Рождественская песнь в знак счастья у окна «Курисумасу Кярору ва Мадобэ но Сайвай о Кадзару» (クリスマス・キャロルは窓辺の幸いを飾る)                                                                           | 18 июня 2011 года    |
| 23 | Шах и мат серыми фигурами «Хай-дзомэ но Тьэсу ни Тьэккумэйто о Цугэру» (灰染めのチェスにチェックメイトを告げる)                                                                                                 | 25 июня 2011 года    |
| 24 | Глядя в вечность из-за плеча Смерти «Синигами но Катагоси ни Эиэн о Миру» (死神の肩越しに永遠をみる) | 2 июля 2011 года     |
| Последняя серия, в которой говорится о том, как отправленный на войну Кудзё сражается, не думая погибать, кольцо, подаренное Викторикой, придает ему силы. В то же время Викторика, оставшаяся с Брайаном, встречается с Греллем, который для того, чтобы спасти её, не замечает. Брайан и Викторика плывут на корабле. Он погибает от ран, которые получил, упав с горы, когда пытался убить Викторику. Саму Викторику искали на корабле, но тщетно, ибо находят девушку только с седыми волосами (Викторика). Прошло 4-5 лет. Кудзё вернулся в Японию с войны, его встречают родственники, рядом с его сестрой стоит девочка, с полностью закрытым лицом. Кудзё подходит к ней, узнает Викторику, которая говорит, что она жива лишь благодаря его подарку, они уходят, держась за руки. Конец. | |                      |